# Pluralismo religioso

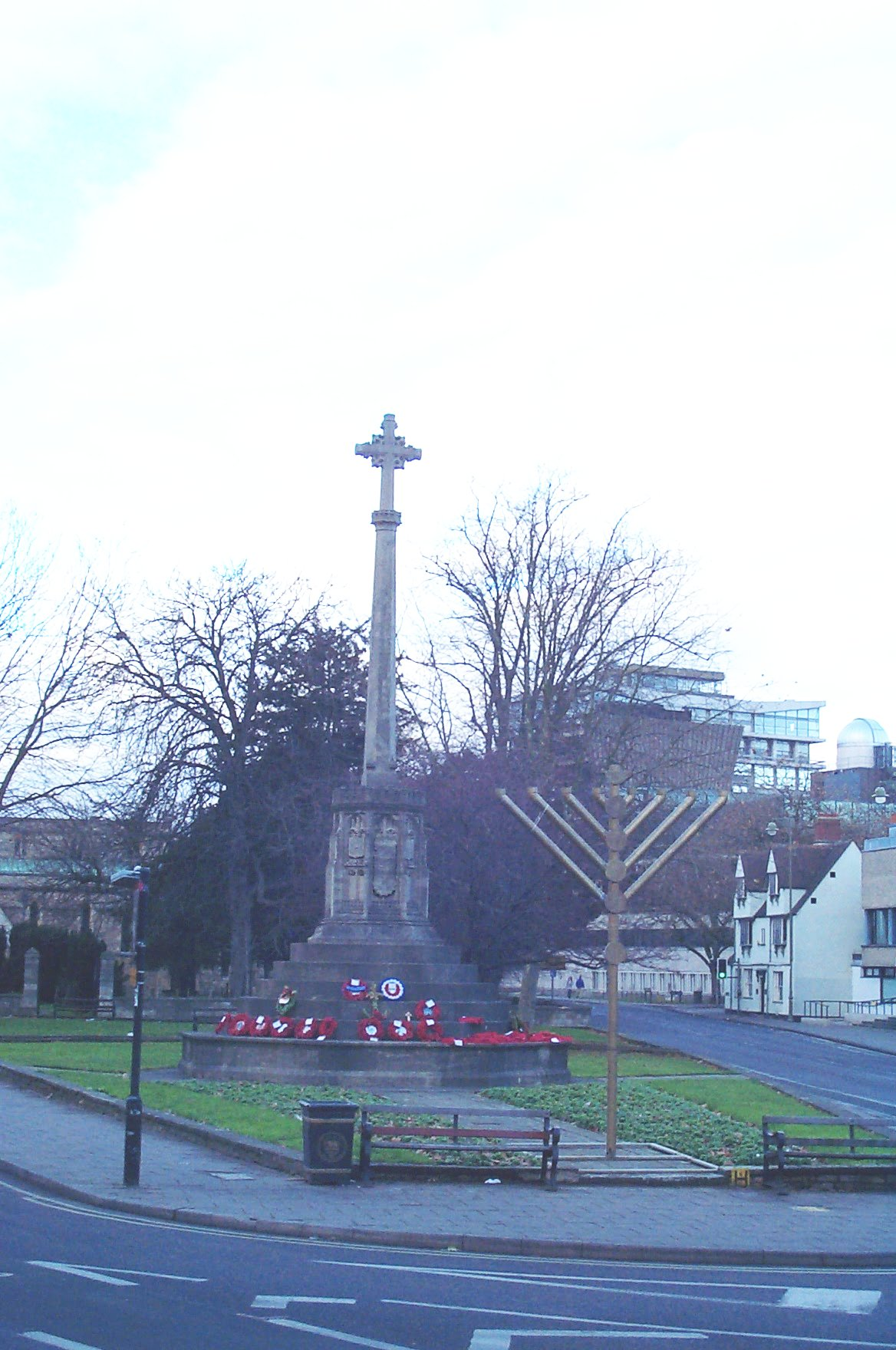
Pluralismo religioso.

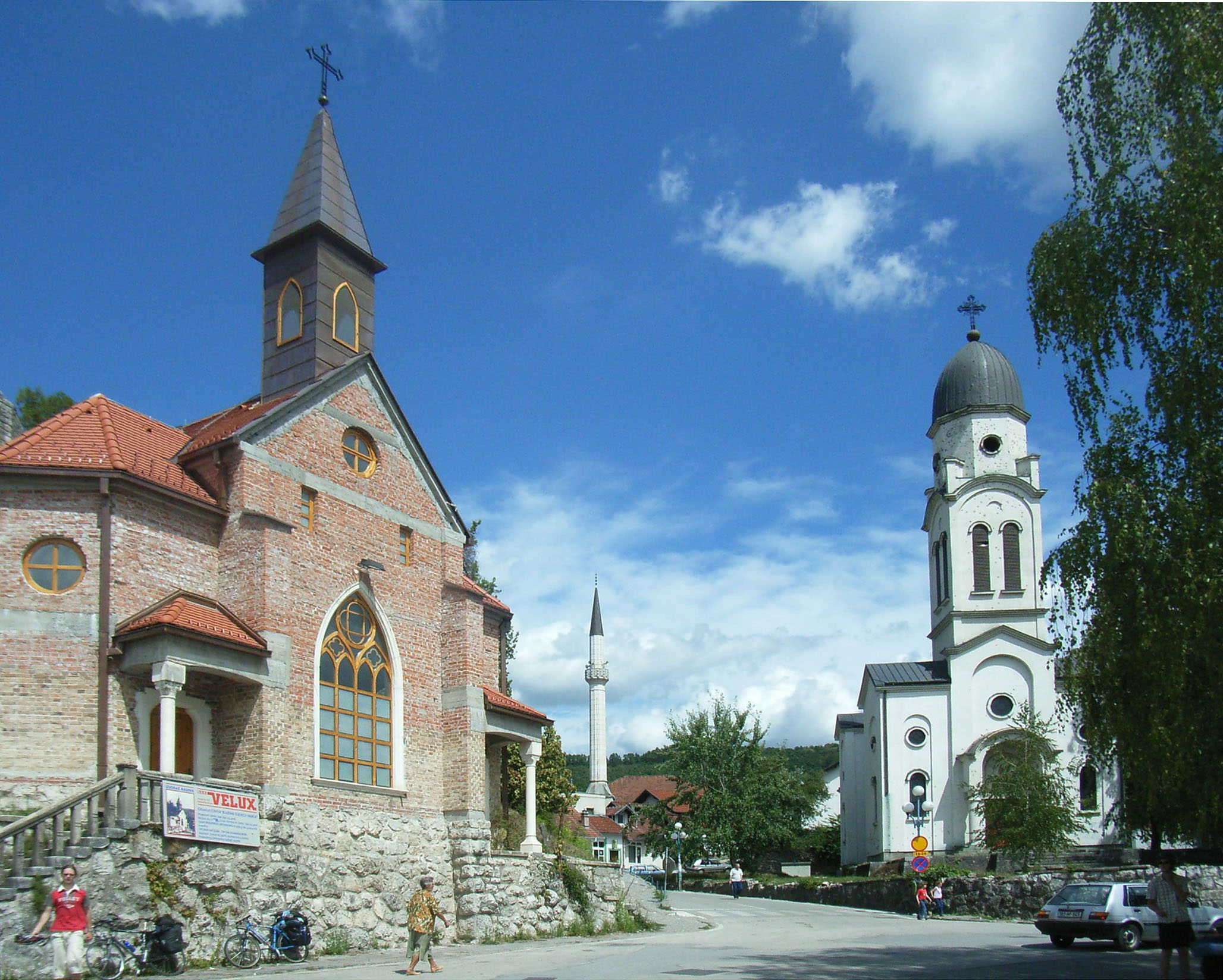
Chiesa ortodossa, chiesa cattolica e moschea a Bosanska Krupa, Bosnia ed Erzegovina

Chiesa accanto a una moschea a Beirut

Il pluralismo religioso è quel pensiero secondo cui è possibile superare le differenze dottrinarie tra le religioni, e i conflitti interpretativi esistenti spesso all'interno della stessa religione.
Per molte tradizioni religiose il pluralismo religioso si basa essenzialmente su una visione che si potrebbe definire “non-letterale” della propria tradizione, un modo di intendere la religione che sia capace di andare oltre il testo scritto (della dialettica tra “lettera” e “spirito” si nutre ad esempio ampiamente la teologia cristiana di San Paolo), cercando di scorgere la sorgente ultima dell'ispirazione al di là dei singoli dettagli (questa è anche l'impostazione di due filosofi e teologi cristiani che hanno fatto l'esperienza personale di più di una religione: Thomas Merton e Raimon Panikkar, che mettono l'accento sul fatto che è proprio sul piano dell'esperienza, e non su quello dottrinale, che è possibile aspirare alla comprensione reciproca tra le religioni).
A volte, tuttavia, la definizione di pluralismo religioso resta confinata sul piano intellettuale: è il caso di quell'atteggiamento che cerca di sminuire l'importanza delle differenze, mettendo al contempo in risalto i punti in comune. Le più recenti acquisizioni del dialogo interreligioso hanno però mostrato tutti i limiti di quest'ultima posizione, soprattutto il fatto che essa tende ad appiattire ogni religione su uno sfondo neutro con il quale nessuna religione riesce più a identificarsi.
L'esistenza del pluralismo religioso dipende dalla libertà di religione. La libertà di religione è la situazione nella quale differenti religioni, professate in uno stesso spazio, godono degli stessi diritti di esercizio e di espressione pubblica. Di conseguenza, la libertà di religione viene indebolita dal conferimento a una specifica religione di privilegi negati ad altre. Tale libertà religiosa viene negata in alcuni stati teocratici e in molti regimi autoritari.

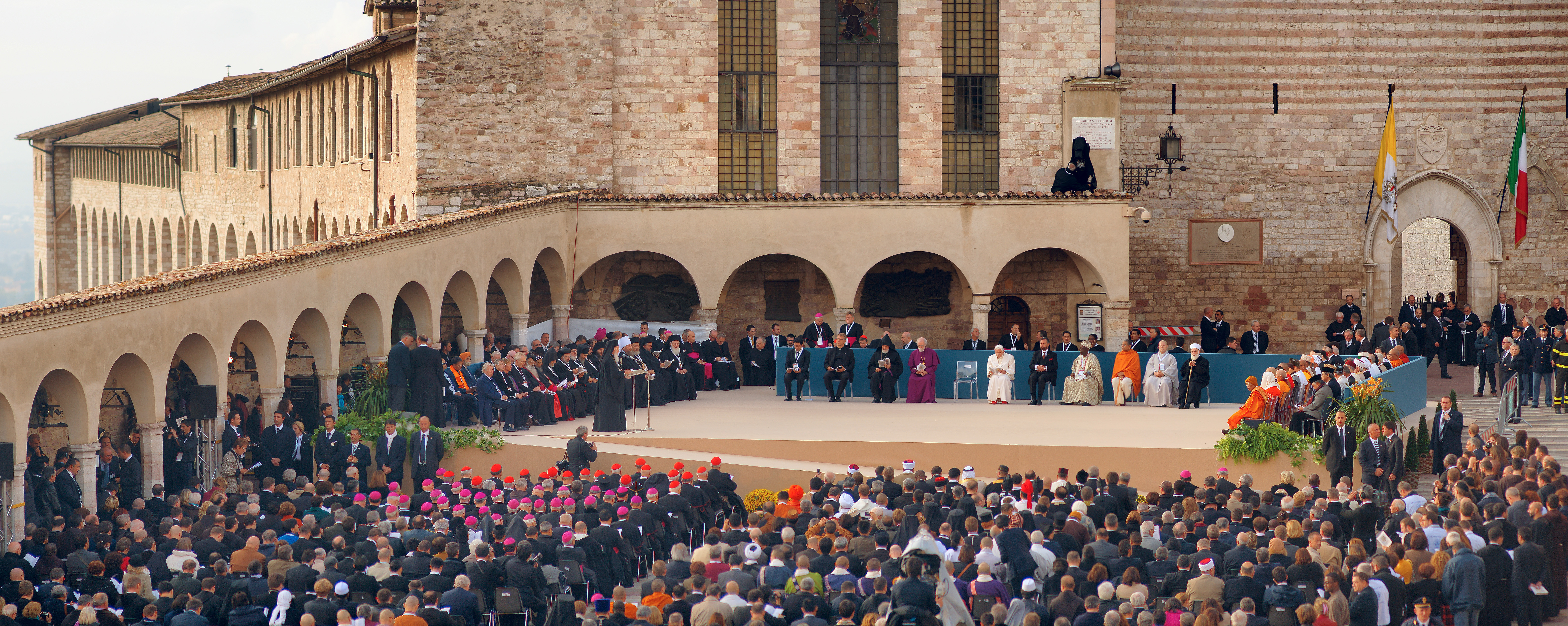
Giorno di preghiera per la pace ad Assisi nel 2011

## Storia del pluralismo religioso

### Antico Oriente
Il pluralismo religioso è esistito in India fin dalla nascita del Buddhismo, intorno al 600 a.C. Nell'VIII secolo, lo Zoroastrismo si è stabilito in India, dove i suoi seguaci, fuggiti in massa dalla Persia, trovarono rifugio.

### Religiosità greca e romana
Gli antichi greci erano politeisti; il pluralismo, in quell'epoca, consisteva nell'accettazione dell'esistenza e della validità di altre fedi e di altre divinità oltre le proprie. Questa operazione veniva compiuta dai greci e dai romani semplicemente inserendo l'intero gruppo di nuove divinità all'interno del proprio insieme di divinità già esistenti (ponendo queste nuove divinità, ad esempio, sotto la tutela di una divinità già esistente ovvero, talvolta, creando una nuova divinità ad hoc). Nei casi più semplici, non c'era altro da fare che identificare la nuova divinità con una propria (è il caso della corrispondenza tra molte divinità greche e romane, quali Zeus-Giove, Afrodite-Venere e così via).
In generale gli studiosi sono concordi nell'affermare la relativa tolleranza del sistema greco-romano non solo nei confronti di nuove religioni politeiste ma anche nei confronti del monoteismo ebraico e del successivo cristianesimo.
Per Marta Sordi, nel suo saggio Tolleranza e intolleranza nel mondo antico, esiste una «condizione, radicata da età antichissime nel mondo romano, per cui condizione intrinseca della validità di ogni atto religioso è la libertà con cui è compiuto: una convinzione che si esprime nella formula epigrafica, attestata già in età arcaica e comunissima in età imperiale, che troviamo nello scioglimento di ogni voto: votum solvit libens merito»
Il limite di questa tolleranza antica è il richiedere il riconoscimento delle religioni tradizionali come religioni ufficiali.
Non si può d'altro canto negare che il sistema imperiale romano seppe accettare anche sistemi religiosi profondamente differenti e all'apparenza ostili. Giuseppe Flavio cita numerose leggi romane atte a riconoscere la diversità ebraica ed in particolare è da segnalare un decreto di Cesare Augusto in cui è detto che «da me con il mio consiglio fu deciso con giuramento e con l'assenso del popolo romano, che i Giudei possano seguire le loro usanze secondo la legge dei loro padri».
Rappresentativa della tolleranza romana è anche la Relatio III di Aurelio Simmaco, un documento del 384 che mirava a conservare l'altare della vittoria minacciato di distruzione da parte dei vincenti cristiani, contenente la seguente frase: "Uno itinere non potest perveniri ad tam grande secretum".
Per Simmaco insomma la pluralità religiosa era possibile anche tra cristiani e pagani.
Anche l'impero romano attuò una certa forma di pluralismo religioso, infatti il giudaismo godette del privilegio di religio licita; l'impero entrò in conflitto aperto col cristianesimo solo nel periodo più tardo quando si rese conto del potenziale pericolo politico che esso rappresentava. Paradossalmente, quando la chiesa Cattolica romana ottenne importanti privilegi dallo Stato (all'epoca di Costantino I) divenne intollerante verso i pagani e le altre chiese cristiane autocefale.

### Epoca moderna
In occidente, la nascita del pluralismo religioso è strettamente legata alla Riforma protestante e all'Illuminismo. Religioni come il Giudaismo e l'Islamismo coesistevano al cristianesimo in diverse zone dell'Europa, ma non godevano degli stessi diritti di quest'ultimo. Alcune nuove forme di cristianesimo vennero addirittura soppresse con la violenza (si veda ad esempio il caso della Crociata albigese in Provenza, o quella contro gli ussiti in Praga o il massacro degli ugonotti). Le prime forme di protestantesimo godevano degli stessi privilegi da essi contestati alla Chiesa cattolica romana; nell'Inghilterra, la Scozia e l'Irlanda protestanti, gli ebrei e i cattolici subivano pesanti restrizioni alla loro libertà religiosa, fino agli atti di emancipazione del XIX secolo.
Alcuni studiosi hanno osservato che nel momento in cui questi gruppi minoritari sono divenuti la maggioranza, hanno a loro volta negato la libertà tanto agognata ad ebrei e cattolici. infatti i protestanti divennero intolleranti con gli antitrinitari, e Calvino fece bruciare Michele Serveto.
In Transilvania all'iniziativa del principe antitrinitariano Giovanni Sigismondo con l'Editto di Torda il 1568 fu dichiarata la libertà religiosa. Il modello rimase isolato perché era considerato una forma di "diabolica libertà" (Beze, Basilea 1569). Nessuno poteva essere perseguitato o menomato a causa della sua religione. Così convivevano cattolici, calvinisti, luterani, antitrinitariani, ortodossi, sabbathisti, ebrei, musulmani; il ruolo del principe era di sorvegliare la pace tra le religioni. Il modello diventò un sogno per molti antitrinitariani perseguitati nell'altra parte dell'Europa.
Le discriminazioni, a danno di alcune sette protestanti, specialmente antitrinitariani in disaccordo con le chiese nazionali di questi paesi, spinse alcuni gruppi, quali ad esempio i padri pellegrini a cercare la libertà nell'America del nord. Ad ogni modo, sia protestanti sia filosofi quali John Locke e Thomas Paine, sostenitori della tolleranza ed avversari del fanatismo religioso, hanno influenzato fortemente i Padri fondatori degli Stati Uniti d'America, al punto che, al giorno d'oggi, la libertà e l'uguaglianza religiose alla base del pluralismo religioso degli Stati uniti sono garantite dal primo emendamento della costituzione americana, il quale afferma che il Congresso non ha il potere di emanare leggi circa la costituzione o l'abolizione di religioni, o circa la soppressione del diritto di espressione religiosa.
Si può quindi dire che, negli Stati uniti, il pluralismo religioso è sancito e tutelato dallo Stato, che garantisce la parità delle religioni davanti alla legge, indipendentemente dal numero di adepti. Lo Stato riconosce altresì il diritto a non appartenere ad alcuna religione.
La libertà di religione comprende tutte le religioni agenti su un determinato territorio nel rispetto della legge, indipendentemente dal fatto che esse accettino la pari legittimità delle altre religioni o che esse considerino più o meno positivamente il pluralismo religioso. Molte religioni affermano, ad esempio, che quella indicata da loro è l'unica via che conduce alla salvezza e alla verità, ed alcune di esse si spingono fino ad affermare la necessità di sopprimere i “falsi insegnamenti” affinché l'unica verità possa trionfare.

## Il pluralismo religioso come occasione di crescita e di dialogo
Molti credenti ritengono che il pluralismo religioso comporti la cooperazione più che la competizione, e sostengono la necessità di un rinnovamento sociale e teologico finalizzato al superamento (pratico, non teoretico: non c'è via di mezzo sul piano teoretico tra due dottrine incompatibili che non snaturi entrambe, e nella quale nessuna delle due è più in grado di riconoscersi autenticamente) delle differenze che generano conflitto. Secondo molte tradizioni religiose, ciò può essere ottenuto tramite una lettura non letterale della propria tradizione, volta a raggiungere un'intesa sui principi fondamentali dell'azione comune e non su questioni dottrinali che – a tal fine – risultano piuttosto marginali.

## Verità: la lettera e lo spirito
In genere, il pluralismo religioso si astiene dal dichiarare questa o quella religione assolutamente vera. È evidente infatti che alcune affermazioni di certe religioni sono in aperto contrasto con quelle di altre, il che le rende (ancora una volta, sul piano teoretico-dottrinale) reciprocamente incompatibili: un esempio classico è la convinzione dei cristiani che Gesù sia lo stesso Dio incarnato, mentre questa convinzione è recisamente rigettata come impossibile dai musulmani e dagli ebrei (il che conduce all'ulteriore frattura sulla questione della Trinità). Si potrebbero portare tanti altri esempi: i cristiani credono che Gesù sia stato crocifisso, i musulmani ritengono che, al contrario, non lo sia stato. È evidente che, con questi presupposti, è impossibile dal punto di vista logico dichiarare che il Cristianesimo e l'Islamismo siano entrambi “assolutamente veri”.
In più, alcuni pluralisti sostengono che nessuna religione possa rivendicare per sé l'esclusiva della verità, in quanto nessuna religione può definire sé stessa come l'autentica e definitiva “parola di Dio”, ma piuttosto come un tentativo umano di ripetere-descrivere-riesprimere-balbettare tale parola divina. Ciò comporta, data la natura finita e fallibile dell'uomo, che nessun testo può esaurire con precisione assoluta l'intera conoscenza di Dio e del suo volere da parte dell'uomo. In questo senso, quindi, nessuna religione può essere detta completamente vera, e la realtà (o Dio) conserva aspetti d'infinito che nessuna singola abilità umana, per quanto accurata, può essere in grado di catturare. Ciò nonostante, le religioni non rinunciano (e giustamente, ché altrimenti non sarebbero più religioni) al tentativo di raggiungere la totalità della realtà, tentativo che spesso si scontra (e non sarebbe possibile altrimenti) con i limiti storici e culturali legati al proprio punto di vista.
Su queste basi è stata notata la necessità interpretare i cosiddetti “testi sacri” in maniera non diversa da qualsiasi testo letterario dell'epoca, distinguendo tra le affermazioni di carattere storico, quelle metaforiche, quelle a sfondo morale, ecc.
Una posizione teologica recente, e piuttosto interessante, è quella che sostiene che tutte le religioni sono ugualmente vere. Questa posizione, vicina a certa filosofia contemporanea, in particolare il decostruzionismo, viene tuttavia accusata (anche in base a quanto visto prima) di essere autocontraddittoria. Raimon Panikkar ha spiegato che ogni religione è vera nel suo ambito, cioè dal suo punto di vista: come una finestra aperta sul tutto, essa vede effettivamente il tutto, ma soltanto a partire dalla sua prospettiva (ciò che Panikkar chiama effetto della pars pro toto). Poiché non esiste una verità, qualcosa cui si può accedere in maniera asettica e uguale per tutti, la verità nasce all'interno del rapporto tra le parti in gioco (il divino e il credente): non c'è modo per il credente di intendere la parola divina se non con il proprio orecchio e le proprie facoltà mentali, e non c'è modo di ripeterla agli altri se non con la propria voce ed il proprio linguaggio. Insomma, il divino non è cosa che, come l'affermazione “2 + 2 = 4”, possa essere trattato in maniera disinteressata ed impersonale. Ecco perché un confronto (ma più propriamente bisognerebbe parlare di dialogo interreligioso) tra le religioni non può esaurirsi sul piano teoretico e dottrinale, che presuppone l'esistenza di un'unica verità oggettiva e universale. Il problema sta quindi nel presupposto: la ricerca della verità oggettiva e universale porterà sempre a uno scontro irriducibile tra posizioni contrastanti, perché una siffatta verità non esiste. La verità è relazionale, ed include entrambi i poli della relazione (in questo caso, il divino ed il credente).
Nell'ultimo secolo, sono nate alcune forme “liberali” di Ebraismo e di Cristianesimo: i loro adepti non sostengono che la propria sia l'unica forma di religione valida e definitiva, ma solo che è la più completa attualmente a disposizione dell'umanità, stabilendo così uno sfondo comune alle diverse religioni e permettendo implicitamente che una religione approfondisca un aspetto della divinità più o meno di un'altra. I sostenitori di questa posizione affermano che, al pari degli scienziati, la cui umiltà intellettuale li porta a ritrovare la verità all'interno delle leggi della natura, anche le religioni possono conoscere una simile forma di umiltà “religiosa”, ed ammettere che non esiste un unico, solo, esclusivo percorso che conduce a Dio.
Al giorno d'oggi, sono sempre di più quelli che, dall'interno come dall'esterno delle religioni organizzate, sostengono che sia possibile e perciò doveroso sviluppare il pluralismo religioso. Ciò riceve un'ulteriore spinta propulsiva dalla considerazione che, dai tempi in cui è stata scritta la Bibbia, la comprensione che l'uomo ha di sé stesso e del proprio ruolo nel mondo è radicalmente cambiata, soprattutto in seguito alle conquiste della scienza moderna; ma anche l'invito dei filosofi a pensare da capo la nostra nozione di verità e di linguaggio non può essere eluso.
Alcune religioni prevedono una forma “retrospettiva” di pluralismo religioso: per esse è possibile tollerare le forme religiose esistenti prima di se stesse (e a partire dalle quali magari hanno avuto origine), ma non quelle nate successivamente (per inciso, si osservi che, se le forme precedenti l'avessero pensata come loro, anche loro oggi non potrebbero esistere: anche questa nozione di tolleranza “all'indietro” è contraddittoria). È il caso, ad esempio, di un certo Cristianesimo che accetta l'Ebraismo, ma rifiuta l'Islamismo, o di quell'Islamismo che accetta il Cristianesimo, ma rifiuta la fede Bahá'í.